# Karmadon-Schlucht

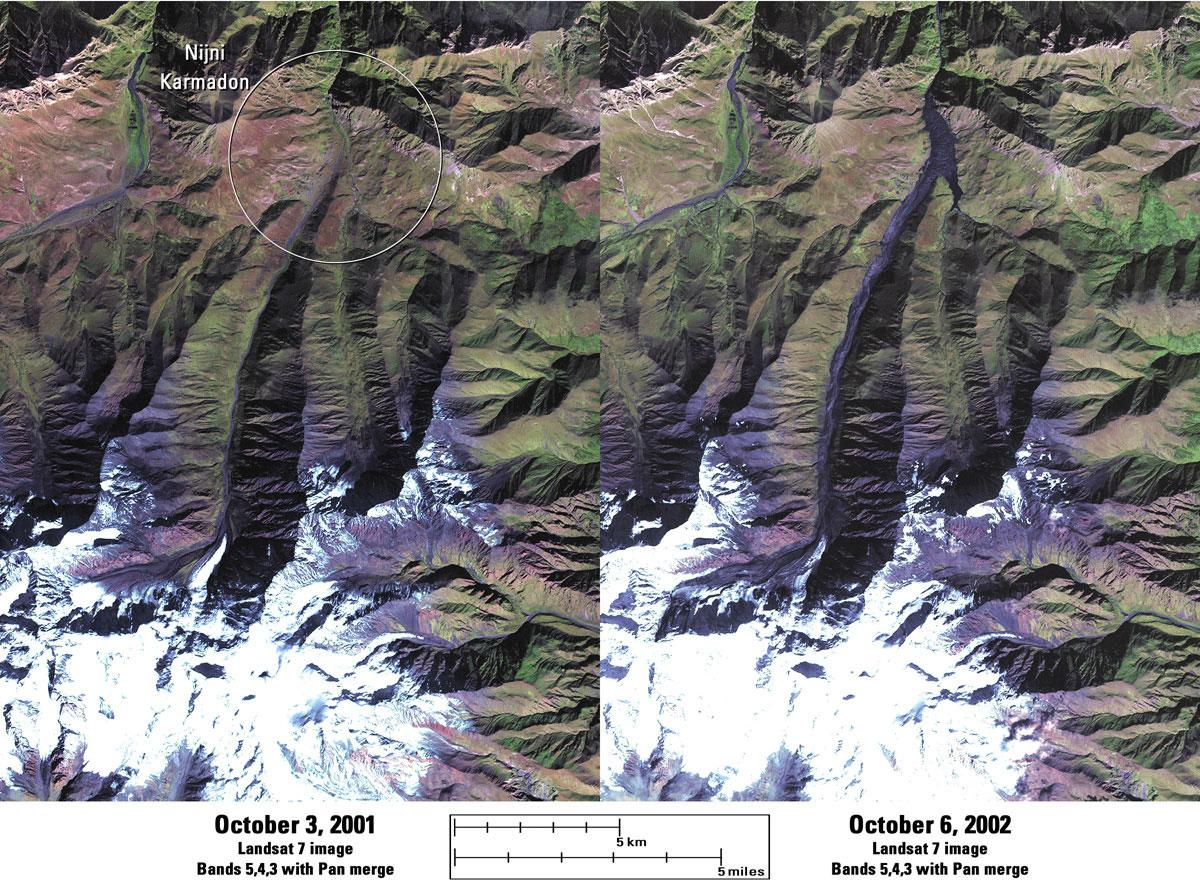
Satellitenbilder der Karmadon-Schlucht vor und nach dem Lawinenunglück 2002

Die Karmadon-Schlucht (russisch Кармадонское ущелье) liegt im russischen Nordossetien am Nordhang des Großen Kaukasus auf einer Höhe von 750 bis 1200 m. Sie ist ein Naherholungsgebiet der nordossetischen Hauptstadt Wladikawkas. Am 20. September 2002 war sie Schauplatz eines Lawinenunglücks, bei dem 125 Menschen starben. 
Der Name Karmadon bedeutet „warmes Wasser“ und bezieht sich auf die warmen Quellen in der Schlucht. Sie ist ein beliebtes Wochenendziel für die Einwohner der nordossetischen Hauptstadt und vor allem bei Ausflüglern, Bergwanderern und Campern beliebt. Durch die Schlucht führt die Gisel-Karmadon-Landstraße.

## Gletscher-/ Felssturz
Unter dem Gipfel des Dschimarai-Choch im Kasbek-Gebirgsmassiv hatte sich eine Eis- und Gerölllawine (Gletscherlawine) gelöst und raste mit 100 km/h den Kolka-Gletscher (⊙) und das Genaldon-Tal hinunter. Entlang des Weges riss sie Gletschereis, Bäume und Schlamm mit sich, kam erst nach 32 Kilometern am Eingang zur Karmadon-Schlucht mit rund 80 Millionen Kubikmetern Eis, Schnee und Schutt zu liegen. Dabei begrub sie das Bergdorf Nischni Karmadon unter sich.
Der obere Teil der Schlucht ist seitdem in eine Gletscher-Ebene verwandelt. Für die Autobahn musste eine Umgehungsstraße errichtet werden. Im September 2003 wurde im unteren Teil der Schlucht ein sechs Meter hohes Denkmal zum Gedenken an die Opfer des Lawinenunglücks errichtet. Es zeigt einen jungen Mann, der versucht, den Fesseln des Eises zu entkommen. Bei der Katastrophe im September 2002 starben unter anderen auch der russische Schauspieler und Regisseur Sergei Sergejewitsch Bodrow und sein Filmteam.